# Saut en longueur masculin aux championnats du monde d'athlétisme 2023
Pour des articles plus généraux, voir Championnats du monde d'athlétisme 2023 et Saut en longueur aux championnats du monde d'athlétisme.
Navigation
Eugene 2022 Tokyo 2025
L'épreuve du saut en longueur masculin des championnats du monde de 2023 se déroule les 23 et 24 août 2023 au sein du Centre national d'athlétisme à Budapest, en Hongrie.

## Mimimas
La période de qualification est comprise entre le 31 juillet 2022 et le 30 juillet 2023. Le minima de qualification est fixé à 8,25 m.

## Résultats

### Qualifications
Qualification : 8,15 m (Q) ou les 12 meilleurs sauts (q).
| Rang | Groupe | Athlète                  | Pays                | Essais | Essais | Essais | Marque | Notes |
| Rang | Groupe | Athlète                  | Pays                | 1      | 2      | 3      | Marque | Notes |
| ---- | ------ | ------------------------ | ------------------- | ------ | ------ | ------ | ------ | ----- |
| 1    | A      | Wayne Pinnock            | Jamaïque            | 8.54   | -      | -      | 8.54   | Q, WL |
| 2    | A      | Wang Jianan              | Chine               | 7.54   | 7.66   | 8.34   | 8.34   | Q, SB |
| 3    | A      | Miltiádis Tedóglou       | Grèce               | X      | 7.95   | 8.25   | 8.25   | Q     |
| 4    | B      | Carey McLeod             | Jamaïque            | 8.19   | -      | -      | 8.19   | Q     |
| 5    | B      | Alejandro Parada         | Cuba                | 7.91   | 8.13   | -      | 8.13   | q     |
| 6    | B      | Simon Ehammer            | Suisse              | 7.90   | 8.13   | X      | 8.13   | q     |
| 7    | B      | William Williams         | États-Unis          | X      | 8.13   | -      | 8.13   | q     |
| 8    | B      | Tajay Gayle              | Jamaïque            | 7.84   | 7.68   | 8.12   | 8.12   | q     |
| 9    | A      | Radek Juška              | Tchéquie            | X      | 8.10   | -      | 8.10   | q     |
| 10   | A      | Marquis Dendy            | États-Unis          | X      | 7.89   | 8.08   | 8.08   | q     |
| 11   | A      | Thobias Montler          | Suède               | X      | 8.03   | X      | 8.03   | q     |
| 12   | B      | Jeswin Aldrin            | Inde                | 8.00   | X      | X      | 8.00   | q     |
| 13   | A      | Christopher Mitrevski    | Australie           | 7.82   | 7.99   | 6.72   | 7.99   | SB    |
| 14   | B      | Liam Adcock              | Australie           | X      | 7.68   | 7.99   | 7.99   |       |
| 15   | B      | Mingkun Zhang            | Chine               | X      | 7.97   | 7.75   | 7.97   |       |
| 16   | A      | Jarrion Lawson           | États-Unis          | 7.96   | 7.94   | X      | 7.96   |       |
| 17   | A      | Yuki Hashioka            | Japon               | X      | 7.94   | X      | 7.94   |       |
| 18   | B      | Mattia Furlani           | Italie              | 7.66   | 7.47   | 7.85   | 7.85   |       |
| 19   | A      | Mátyás Németh            | Hongrie             | 7.79   | 7.47   | X      | 7.79   | PB    |
| 20   | B      | Henry Frayne             | Australie           | 7.51   | 7.78   | X      | 7.78   |       |
| 21   | A      | Bozhidar Saraboyukov     | Bulgarie            | 7.59   | 7.74   | 7.73   | 7.74   |       |
| 22   | A      | Murali Sreeshankar       | Inde                | 7.74   | 7.66   | 6.70   | 7.74   |       |
| 23   | A      | Filip Pravdica           | Croatie             | 7.25   | 7.74   | X      | 7.74   |       |
| 24   | A      | Emiliano Lasa            | Uruguay             | 7.55   | 7.72   | 7.70   | 7.72   |       |
| 25   | B      | Jingqiang Zhang          | Chine               | 7.64   | 7.62   | 7.44   | 7.64   |       |
| 26   | B      | Cheswill Johnson         | Afrique du Sud      | 7.61   | X      | 6.24   | 7.61   |       |
| 27   | A      | Ming Tai Chan            | Hong Kong           | 7.60   | X      | 7.40   | 7.60   |       |
| 28   | B      | Hiromichi Yoshida        | Japon               | X      | 7.60   | X      | 7.60   |       |
| 29   | A      | Chenoult Lionel Coetzee  | Namibie             | 7.30   | 7.18   | 7.55   | 7.55   |       |
| 30   | A      | José Luis Mandros        | Pérou               | X      | 7.53   | -      | 7.53   |       |
| 31   | B      | Ingar Bratseth-Kiplesund | Norvège             | X      | 7.47   | 7.05   | 7.47   |       |
| 32   | B      | Shotaro Shiroyama        | Japon               | X      | 7.22   | 7.46   | 7.46   |       |
| 33   | A      | Mohammad Amin Alsalami   | Équipe des réfugiés | 7.11   | 7.46   | X      | 7.46   |       |
| 34   | B      | Yu-Tang Lin              | Taipei chinois      | 7.41   | 7.45   | 7.42   | 7.45   |       |
| 35   | A      | Jaime Guerra             | Espagne             | X      | 7.35   | X      | 7.35   |       |
| 36   | B      | Gabriel Bitan            | Roumanie            | 7.32   | -      | -      | 7.32   |       |
| 37   | B      | Jules Pommery            | France              | X      | 7.23   | X      | 7.23   |       |
| 38   | A      | Anvar Anvarov            | Ouzbékistan         | X      | X      | X      | NM     |       |
| 39   | B      | LaQuan Nairn             | Bahamas             | X      | X      | X      | NM     |       |

### Finale
| Rang               | Athlète            | Pays       | Essais | Essais | Essais | Essais | Essais | Essais | Marque | Notes |
| Rang               | Athlète            | Pays       | 1      | 2      | 3      | 4      | 5      | 6      | Marque | Notes |
| ------------------ | ------------------ | ---------- | ------ | ------ | ------ | ------ | ------ | ------ | ------ | ----- |
| Médaille d'or      | Miltiádis Tedóglou | Grèce      | 8.50   | x      | 8.39   | x      | 8.30   | 8.52   | 8.52   | SB    |
| Médaille d'argent  | Wayne Pinnock      | Jamaïque   | 8.40   | 8.50   | 6.39   | 8.03   | 7.96   | 8.38   | 8.50   |       |
| Médaille de bronze | Tajay Gayle        | Jamaïque   | 6.50   | 8.17   | x      | x      | 8.11   | 8.27   | 8.27   | SB    |
| 4                  | Carey McLeod       | Jamaïque   | 7.90   | 8.27   | x      | 6.57   | -      | 7.19   | 8.27   |       |
| 5                  | Wang Jianan        | Chine      | 8.05   | 8.02   | x      | 7.88   | x      | 7.91   | 8.05   |       |
| 6                  | Thobias Montler    | Suède      | 8.00   | 3.03   | x      | 7.92   | 7.87   | x      | 8.00   |       |
| 7                  | Radek Juška        | Tchéquie   | 7.98   | x      | x      | 7.65   | 7.85   | x      | 7.98   |       |
| 8                  | William Williams   | États-Unis | 7.94   | 7.53   | x      | x      | x      | 7.60   | 7.94   |       |
| 9                  | Simon Ehammer      | Suisse     | x      | x      | 7.87   |        |        |        | 7.87   |       |
| 10                 | Alejandro Parada   | Cuba       | x      | 7.79   | 7.86   |        |        |        | 7.86   |       |
| 11                 | Jeswin Aldrin      | Inde       | x      | x      | 7.77   |        |        |        | 7.77   |       |
| 12                 | Marquis Dendy      | États-Unis | 7.51   | 7.62   | -      |        |        |        | 7.62   |       |

## Légende
Records et Performances
- AR : Record continental (area record)
- CR : Record des championnats (championship record)
- MR : Record du meeting (meet record)
- NR : Record national (national record)
- OR : Record olympique (olympic record)
- PR : Record paralympique (paralympic record)
- PB : Record personnel (personal best)
- SB : Meilleure performance personnelle de la saison (season's best)
- WL : Meilleure performance mondiale de l'année (world leader)
- WJR : Record du monde junior (world junior record)
- WR : Record du monde (world record)

Circonstances et Conditions
- DNF : N'a pas terminé (did not finish)
- DNS : N'a pas pris le départ (did not start)
- DQ : Disqualification (disqualification)
- NM : Aucun essai valable enregistré (No Mark)
- Q : Qualifié « directement » au prochain tour (ou à la prochaine compétition), lors d'une compétition majeure, grâce au classement ou à la réalisation des minima (automatic qualifier)
- q : Qualifié au prochain tour (ou à la prochaine compétition), lors d'une compétition majeure, grâce au repêchage ou à la réalisation de l'une des meilleures performances parmi celles des « non qualifiés directement » (grâce au meilleur temps ou à la meilleure distance par exemple) (secondary qualifier)